# レガシーコスト
レガシーコスト (英語: Legacy Costs) とは、過去のしがらみから生じる負担（いわゆる負の遺産）のことである。狭義には、企業等が退職者に対して支払い続ける必要のある年金、保険等といった金銭的負担を指して言うことが多い。

## レガシーコストが問題となっている著名な例
- ゼネラルモーターズの業績不振
- デトロイト市の財政破綻。負債額180億ドルのうち、半分が退職した職員の年金や医療保険費。
- アスベストの建造物や過去の公害の賠償（たとえば水俣病に関するチッソの責任、ミドリ十字の汚染血液製剤）
- ドイツは統合の際、東ドイツ1マルクを西ドイツ1マルクと等価交換した。妥当な交換レートは、3対1程度だったといわれる。この等価交換のために東ドイツ経済圏は一気に失速、ドイツ全体は長い不況に陥った。これは、東ドイツマルクの負の遺産、ともいえる。
- ソニーはビデオ戦争に負けて以降も長らくベータマックスの生テープを販売していた(が、2016年3月に終了した)。[1]。

## レガシーインタフェース
パソコンや情報処理の分野でしばしば用いられる。過去に広く使用され、現在はあまり使用されなくなったデバイスやインタフェースをさす。互換性維持のために搭載されるが、使わない人にとっては余計なコストとなったり、ユーザビリティを低下させたりする要因となる。→レガシーデバイス参照。